# Braunstieliger Streifenfarn
Der Braunstielige Streifenfarn (Asplenium trichomanes), auch Brauner Streifenfarn genannt, ist eine Pflanzenart aus der Gattung der Streifenfarne (Asplenium) in der Familie der Streifenfarngewächse (Aspleniaceae).

## Beschreibung

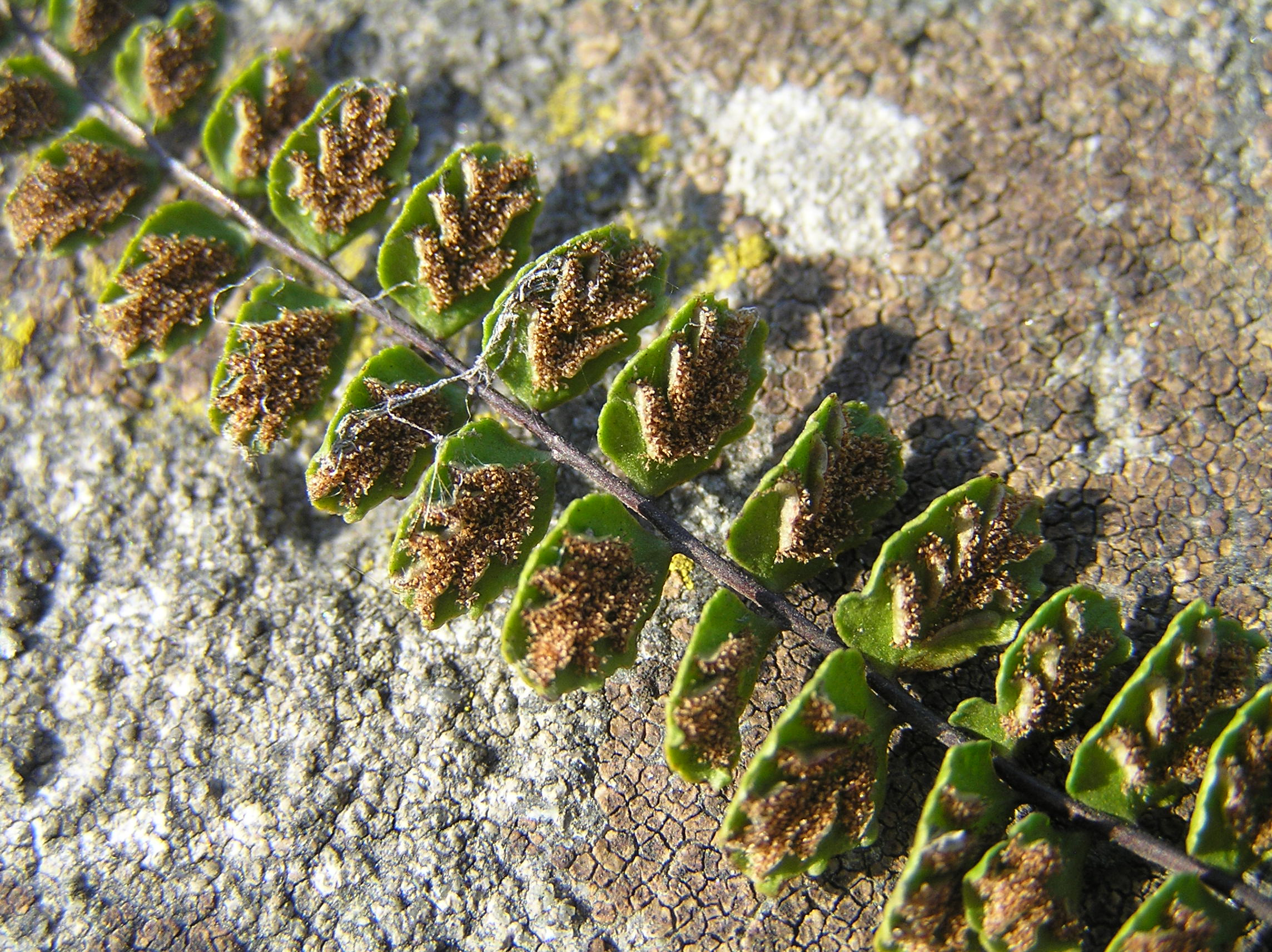
Wedelunterseite

Der Braunstielige Streifenfarn ist eine ausdauernde krautige Pflanze, die Wuchshöhen von 5 bis 30 Zentimetern erreicht. Das Rhizom ist mit bis 5 Millimeter langen lanzettlichen oder borstenförmigen Spreuschuppen besetzt. Die Blätter sind in Stiel und Spreite gegliedert. Der Blattstiel ist höchstens ein Viertel so lang wie die Spreite. Sowohl Blattstiel als auch Blattspindel sind schmal geflügelt und bis fast zur Spitze glänzend rot- bis schwarz-braun. Die Spreite ist einfach gefiedert. Die Fiedern sind bei einer Länge von 2 bis 12 Millimetern rundlich oder oval, etwas ungleichseitig, am Rand stumpf gezähnt oder fast ganzrandig und stehen in einer Ebene. Jedes Blatt hat 15 bis 40 Fiedern; sie stehen abwechselnd oder paarweise genähert und sind kurz aber deutlich gestielt. Die Fiedern fallen erst im nächsten Frühjahr ab, die Blattspindel bleibt bestehen. Die Sori sind klein, länglich und stehen auf den unteren Gabelästen der Adern und reichen von der Mittelrippe fast bis zum Rand.
Die Sporen reifen im Juli und August.

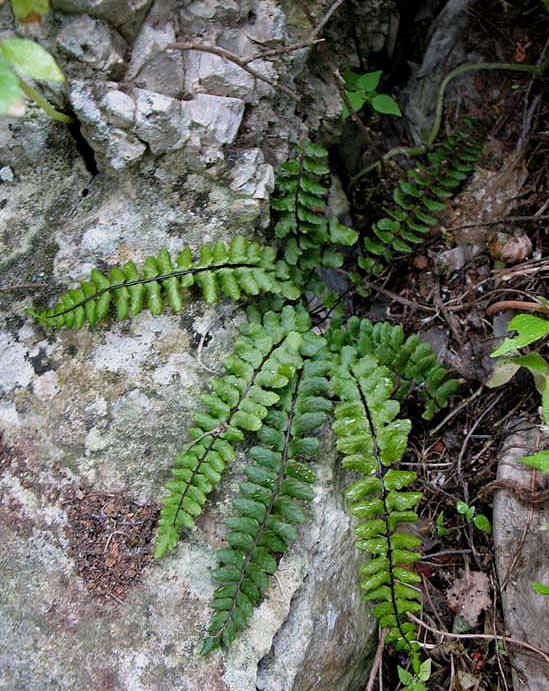
Asplenium trichomanes subsp. coriaceifolium

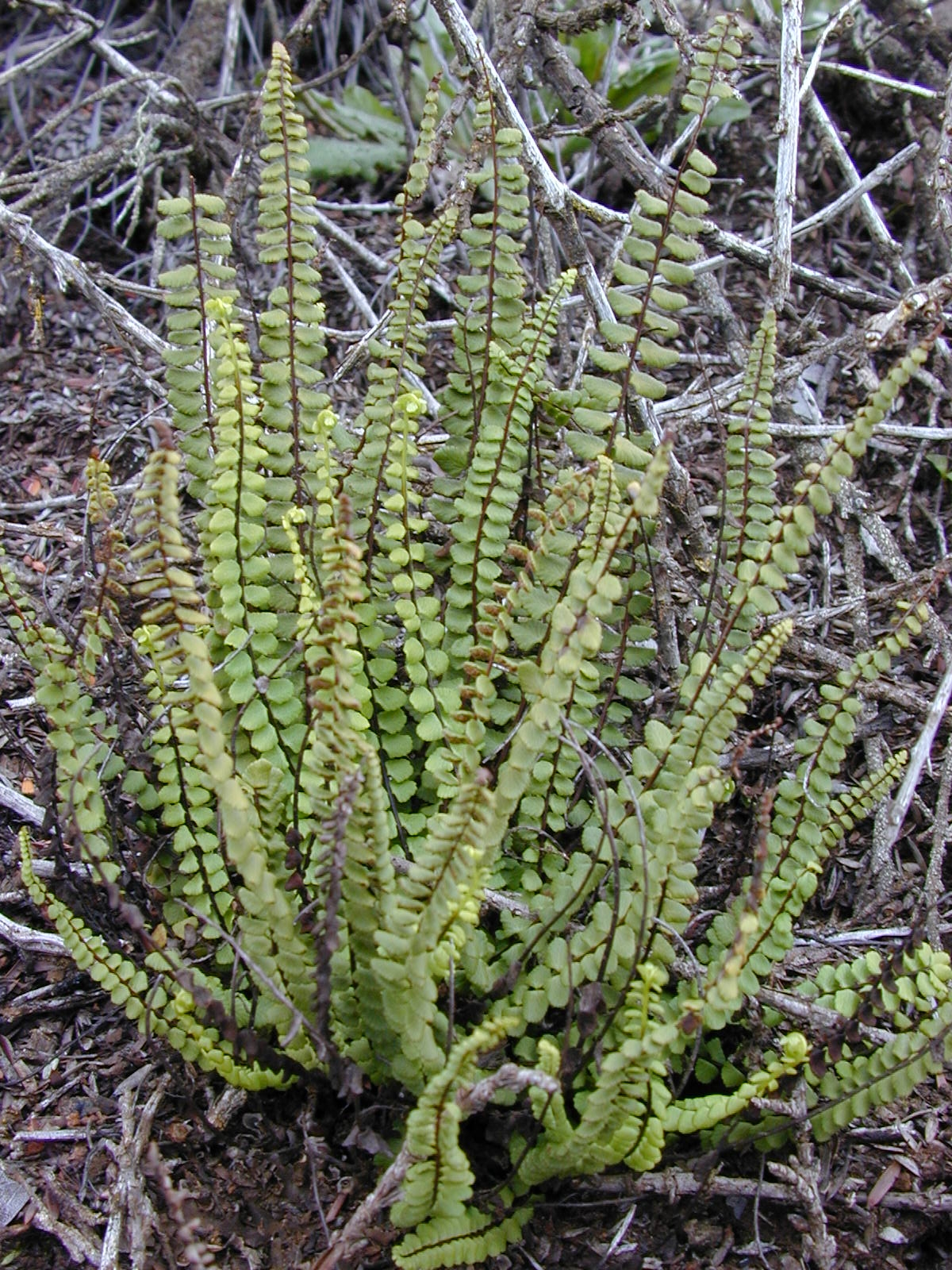
Asplenium trichomanes subsp. densum

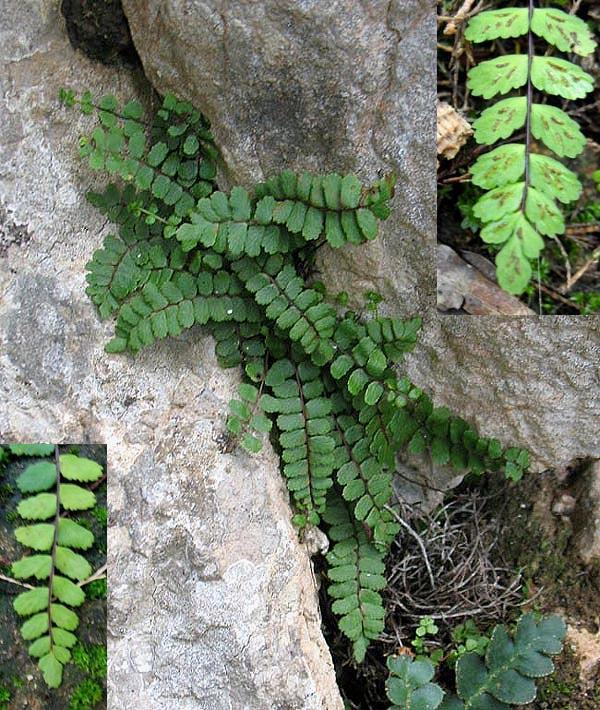
Asplenium trichomanes subsp. inexpectans auf Mallorca

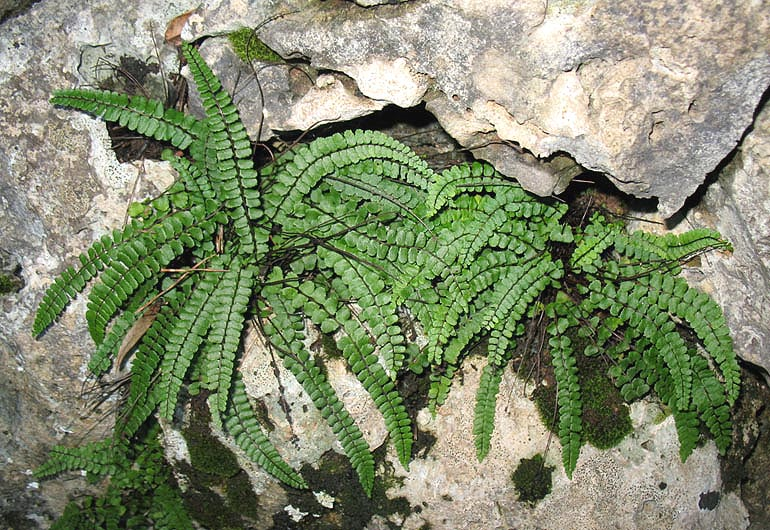
Asplenium trichomanes subsp. quadrivalens auf Mallorca

## Vorkommen
Der Braunstielige Streifenfarn im weiten Sinne kommt im warmen bis kühlen Europa und Nordamerika, in Südafrika, im Himalaya, in Neuguinea, im südöstlichen Australien und in Neuseeland vor. Er kommt in Europa in allen Ländern vor. Er ist pflanzensoziologisch eine Charakterart der Klasse Asplenietea trichomanis. Er steigt in den Alpen bis in Höhenlagen von 2200 Metern auf. Er gedeiht an Felsen und Mauern auf kalkreichen und kalkarmen Gesteinen vor allem in frischer, etwas beschatteter Standortslage.
Die ökologischen Zeigerwerte nach Landolt et al. 2010 sind in der Schweiz: Feuchtezahl F = 3 (mäßig feucht), Lichtzahl L = 4 (hell), Reaktionszahl R = 4 (neutral bis basisch), Temperaturzahl T = 4+ (warm-kollin), Nährstoffzahl N = 2 (nährstoffarm), Kontinentalitätszahl K = 4 (subkontinental).

## Systematik
Die Erstveröffentlichung von Asplenium trichomanes erfolgte 1753 durch Carl von Linné in Species Plantarum, Tomus II, S. 1080.

### Botanische Geschichte
Von der Art Asplenium trichomanes wurden mehrere Unterarten beschrieben. Diese werden je nach Autor als Arten geführt:
- Asplenium trichomanes subsp. coriaceifolium Rasbach, K.Rasbach, Reichst. & Bennert (Syn.: Asplenium azomanes Rosselló, Cubas & Rebassa): Sie wurde 1990 erstbeschrieben und kommt nur im südlichen Spanien und auf Mallorca vor.[2]
- Asplenium trichomanes subsp. densum (Brack.) W.H.Wagner → Asplenium densum Brack.: Sie kommt auf Maui und auf Hawaii vor.[5]
- Spießfiederiger Braunstieliger Streifenfarn[6] (Asplenium trichomanes subsp. hastatum (H.Christ) S.Jess., Syn.: Asplenium jessenii Hong M.Liu & H.Schneid.)[7] → Asplenium hastatum Klotzsch ex Kunze[5]: Er ist eine Charakterart der Ordnung Potentilletalia caulescentis. Die Chromosomenzahl ist 2n = 144.[3] Er kommt in Frankreich, Italien, in der Schweiz, in Deutschland, Österreich, Tschechien, Polen, in der Slowakei, in Ungarn, Kroatien, Bulgarien, Griechenland und Rumänien vor.[2]
- Unerwarteter Braunstieliger Streifenfarn[6] (Asplenium trichomanes subsp. inexpectans Lovis → Asplenium inexpectans (Lovis) Landolt): Die Chromosomenzahl beträgt 2n = 72.[3] In Europa gibt es Fundorte in Spanien, auf den Balearen, in Frankreich, auf Sardinien, Sizilien, in Italien, Österreich, Kroatien, Tschechien, in der Slowakei, Ukraine, Moldawien, im europäischen Teil Russlands, auf der Krim, in Griechenland, Kreta, auf Inseln in der Ägäis und in Schweden vor.[2] Außerhalb Europas kommt sie in Afghanistan und Pakistan vor.[5]
- Lausitzer Streifenfarn (Asplenium trichomanes nothosubsp. lusaticum (D.E.Mey.) Lawalrée = Asplenium trichomanes subsp. trichomanes x Asplenium trichomanes subsp. quadrivalens): Er wurde in Mitteleuropa in Nordrhein-Westfalen, in Rheinland-Pfalz und in Tschechien beobachtet.[6]
- Asplenium trichomanes subsp. maderense Gibby & Lovis: Sie kommt nur auf Madeira und auf La Palma vor.[2]
- Dickstieliger Braunstieliger Streifenfarn[6] (Asplenium trichomanes subsp. pachyrachis (H.Christ) Lovis & Reichst. → Asplenium csikii Kümmerle & András.)[5]: EWr ist pflanzensoziologisch eine Charakterart der Ordnung Potentilletalia caulescentis. Die Chromosomenzahl beträgt 2n = 144.[3] Er kommt vor in Spanien, Frankreich, Großbritannien, Belgien, Luxemburg, Deutschland, in der Schweiz, Österreich, Italien, Sizilien, Korsika, Slowenien, Serbien, Tschechien, Kroatien, Albanien, Griechenland und Kreta vor.[2]
- Tetraploider Braunstieliger Streifenfarn[6] (Asplenium trichomanes subsp. quadrivalens D.E.Mey. → Asplenium quadrivalens (D.E.Mey.) Landolt): Diese Sippe ist die in Europa häufigste der Unterarten. Sie kommt aber auch in Afrika, auf der Arabischen Halbinsel, in Asien und Nordamerika vor. In Neuseeland aber ist sie extrem selten; nachdem man sie dort seit den 1950er-Jahren für verschollen gehalten hatte, wurden 2008 in der Hawke’s Bay neun Exemplare dieser Unterart/Art wiederentdeckt.[8] Sie gedeiht auf den Unterlagen Silikat, Gneis, Serpentinit und Kalk und ist eine Asplenietea-Klassencharakterart.[3] In den Allgäuer Alpen steigt sie am Grünhorn in Vorarlberg bis zu in einer Höhenlage 2000 Meter auf.[9]
- Asplenium trichomanes L. subsp. trichomanes: Diese Unterart kommt nur auf kalkfreier Unterlage vor. Sie ist pflanzensoziologisch eine Charakterart der Ordnung Androsacetalia vandellii. Die Chromosomenzahl beträgt 2n = 72.[3] Sie kommt in Eurasien, Afrika und Nordamerika vor.[5]

## Nutzung
Der Braunstielige Streifenfarn wird selten als Zierpflanze in Steingärten genutzt. Es gibt von ihm nur wenige Sorten.

## Trivialnamen
Im deutschsprachigen Raum werden oder wurden für diese (im Lateinischen früher auch politricum und im Griechischen polytrichon genannte) Pflanzenart, zum Teil nur regional, auch die folgenden weiteren Trivialnamen verwandt: Aberthon, Abthon (Erzgebirge), Federhar, Frauenhaar (Elsass), Jungfrauenhaar, Roter Steinbrech, Steinfarlin, Steinfarn, Steinfeder, Steinwurz, Stenvarn, Widerstoss, Widerthon, Schwarzer Widerthon (Schlesien) und Widertod.

## Geschichte, Analogiezauber

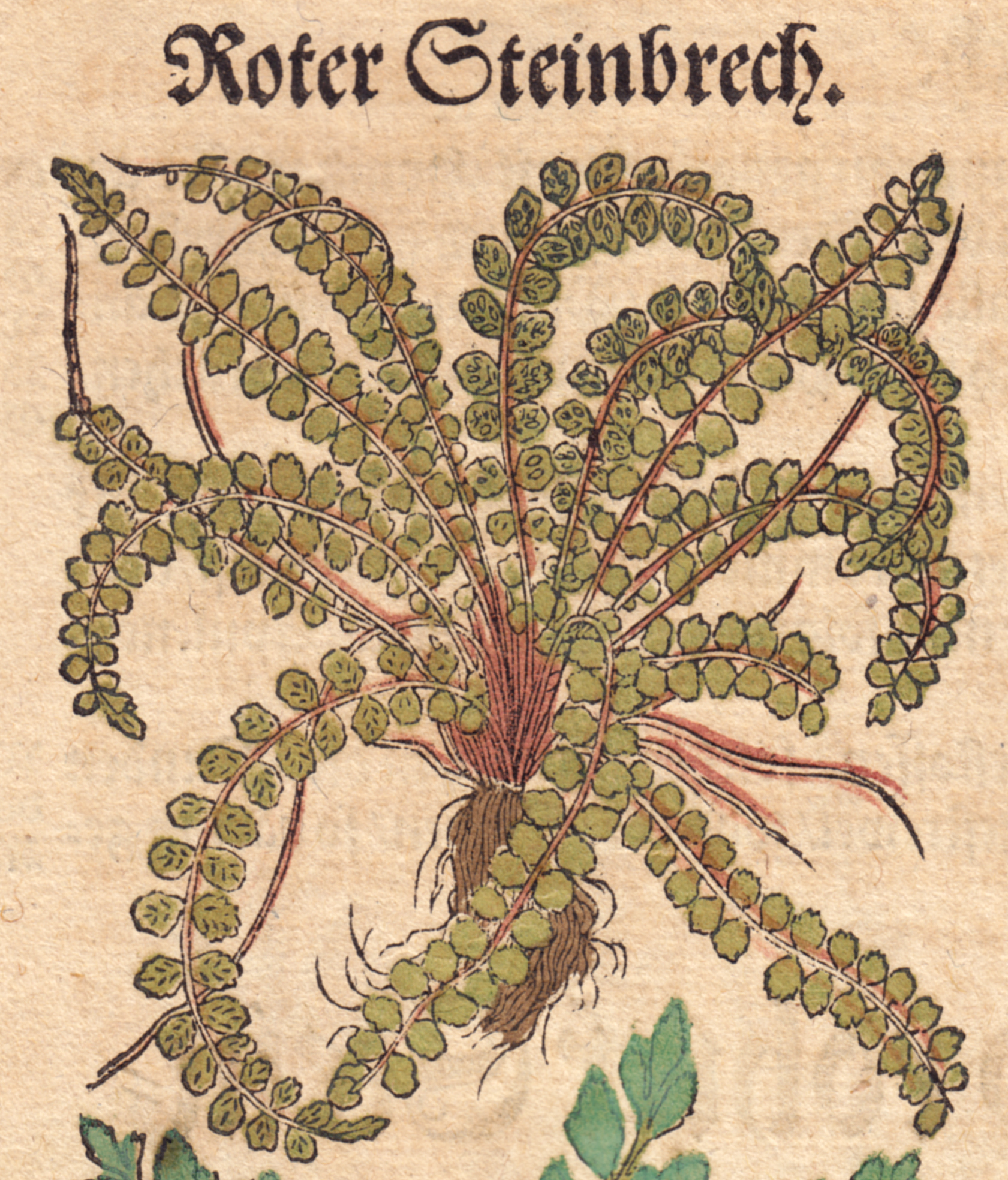
„Roter Steinbrech“ – Asplenium trichomanes. Hieronymus Bock 1546. Weitere historische Abbildungen:

Dioskurides und Plinius (1. Jahrhundert) unterschieden ein helles und ein schwarzes adianton. Beide wurden polytrichon („Vielhaar“), kallitrichon („Schönhaar“), trichomanes („Feinhaar“) und capillus veneris („Venushaar“) genannt. Sie sollten giftwidrig wirken, Harn und Harnwegssteine treiben, den Haarwuchs befördern, Erkrankungen der Brust, Gelbsucht, Milzerkrankungen und Hauterkrankungen heilen. Galen beurteilte das «adiantum» aus der Sicht der Säftelehre als ausgeglichen in Hitze und Kälte.
Den nordeuropäischen Ärzten des 15. und 16. Jahrhunderts bereitete es Mühe, dem adianton, dessen Habitus von den Alten ungenügend und uneinheitlich beschrieben wurde, Pflanzen aus ihrer Umgebung zuzuordnen. So deutete z. B. Hieronymus Brunschwig in seinem Kleinen Destillierbuch (1500) das adianton als muer rute (Asplenium ruta-muraria), aber auch als wider tod krut (Asplenium trichomanes). Dem wider tod krut schrieb er die von Dioskurides und Plinius für das adianton angegebenen Indikationen zu.
Den Namen wider tod krut leitete Brunschwig aus dem Analogiezauber der Volksmedizin ab: „Gegloubt würt von einfeltigen menſchen das ſie verzoubert werden ſo bald ſie das gehenck an dem halß tragen ſind in wyder bracht gethon vnd geholffen werd […] ouch das ſie das […] an dem hals tragen ſind […] dz ſie nit wund werden vnd ir find überwynden ſint.“ Das Polytrichum commune nannte er güldin wyddon.

Auch Hieronymus Bock beschrieb in seinem Kräuterbuch die Verwendung dieser Pflanzen im Analogiezauber: 

„Es haben die alten weiber vil fantaſei mit diſen kreüttern / vnd ſprechen alſo / das rot ſteynbrechlin mit den lynſen bletlin ſol man nennen abthon / vnd das nacket Jungfraw hor / ſol man nennen widdertthon / dann mit diſen kreüttern können ſie beide ſachen / nemlich abthon vnd widderthon jrs gefallen / wer geſicht aber nit täglich der gleichen werck vnd Philtra / darbei wöllen wirs auch laſſen vnd fürter ſchreiben.“